# Teqpong
A teqpong egy új, innovatív ütős labdajáték, amely a Teq sporteszközön, kinti és benti körülmények között egyaránt játszható. A teqpong kiváló sportolási vagy kikapcsolódási lehetőség mindenkinek kortól, nemtől és tudásszinttől függetlenül, amit a speciális szabályrendszer tesz még izgalmasabbá. Ilyen izgalmakat rejt a duplapont, az újra megjátszható hálóról visszapattanó labda és az ellenfél térfelére ütött adogatás. Az egyenlő esélyeket a sporteszköz egyedi kialakítása és az azonos típusú ütőhasználat biztosítja, így a győzelem csak a saját tudásunkon múlik. A hajlított sporteszköz egyik védjegye, hogy a labda egyedi módon pattan rajta, arra késztetve a játékost, hogy újra gondolja a már bejáratott mozdulatait és sebességét. Ezen felül jelentősen fejleszti a játékos lábmunkáját és szem-kéz koordinációját, valamint egyéb képességeket, mint például a reflexet vagy a reakcióidőt.

## A teqpong története
Borsányi Gábor és Huszár Viktor 2014-ben fejlesztette ki a teqballt. A kreatív ötletgazda Borsányi Gábor volt, aki régebben sokszor focizott pingpongasztalon. A pingpongasztal vízszintes kialakítása miatt a labda sokszor nem pattant úgy, hogy a játék élvezetes legyen. Borsányi úgy gondolta, ha az asztalt meghajlítanák, az ív segíthetné a labda lábhoz való pattanását. Több év kísérletezés és tesztelés után Huszár Viktor segítségével fejlesztették ki az első teqballasztalt 2014-ben.
A teqball mellett azonban további 4 sportág játszható a Teq-asztalon: a teqis, a teqpong, a teqvoly és a qatch.
A teqpong megalakulását követően, 2019-ben 8 különböző országban több, mint 10 nemzetközi, pénzdíjas teqpongverseny került megrendezésre, amelyek közül a legjelentősebb az I. teqpong-világbajnokság volt, amelyre 4 kontinensről, összesen 52 országból érkeztek játékosok, hogy megmérettessék magukat egyéni, illetve páros kategóriákban. Ezen felül a teqpongot számos világeseményen is bemutatták, egészen Amerikától Kínáig.